# Lepthyphantes beckeri
Lepthyphantes beckeri är en spindelart som beskrevs av Jörg Wunderlich 1973. Lepthyphantes beckeri ingår i släktet Lepthyphantes och familjen täckvävarspindlar.
Artens utbredningsområde är Tyskland. Inga underarter finns listade i Catalogue of Life.